# Сан Грегорио-Бањоли (Месина)
Сан Грегорио-Бањоли је насеље у Италији у округу Месина, региону Сицилија.
Према процени из 2011. у насељу је живело 107 становника. Насеље се налази на надморској висини од 8 м.